# Мовилены (Молдова)
Мовилены (рум. Movileni, Мовилень, Мовиляны) — село в Глодянском районе Молдавии. Наряду с сёлами Кухнешты, Бисериканы, Кот и Сергиены входит в состав коммуны Кухнешты.

## География
Село расположено на высоте 88 метров над уровнем моря.

## Население
По данным переписи населения 2004 года, в селе Мовилень проживает 969 человек (483 мужчины, 486 женщин).
Этнический состав села:
| Национальность | Число жителей | Процентный состав |
| -------------- | ------------- | ----------------- |
| молдаване      | 939           | 96.9              |
| румыны         | 10            | 1.03              |
| украинцы       | 9             | 0.93              |
| русские        | 5             | 0.52              |
| прочие         | 6             | 0.62              |
| Всего          | 969           | 100%              |